# Mickaël Babin
Pour les articles homonymes, voir Babin.
Mickaël Babin (né le 20 mars 1970 à Caen) est un joueur français de hockey sur glace.

## Carrière
Il commence par jouer en 1988 avec l'équipe de sa ville natale, les Léopards de Caen. À la fin de la saison, l'équipe est champion de France de division 1 est accède ainsi à la ligue Élite alors qu'il a 19 ans.
Dès sa seconde saison dans la ligue Élite, il gagne le trophée Jean-Pierre-Graff du meilleur espoir de la ligue alors qu'il évolue avec les Dragons de Rouen.
Il ne joue qu'une saison avec l'équipe de Normandie et par la suite changera souvent d'équipe. Ainsi, tour à tour il joue pour les équipes suivantes : les Flammes Bleues de Reims, les Ducs d'Angers, en 1994, il revient jouer avec les Dragons pour une saison avant de rejouer avec les Léopards.
À la suite de la saison 1995-96 de division 1, il met une pause à sa carrière et reviendra en 1999 pour une saison avec Le Havre en division 3. Il réalisera ses deux dernières saisons de joueur en 2001-02 et 2002-03 avec sa première équipe qu'il aide à passer de la division 3 à la seconde division. Il met alors fin à sa carrière après plus de 200 matchs joués pour une centaine de buts et une centaine de passes.

## Carrière internationale
Il représente la France lors d'un certain nombre de compétitions internationales :
| Année | Équipe | Compétition |   | PJ | B | A | Pts | Pun       |  | Résultats |
| 1992  | France | JO          | 8 | 0  | 0 | 0 | 4   | 8e place  |  |           |
| 1992  | France | CM          | 6 | 0  | 0 | 0 | 0   | 11e place |  |           |
| 1993  | France | CM          | 6 | 0  | 1 | 1 | 0   | 12e place |  |           |
| 1994  | France | CM          | 5 | 0  | 0 | 0 | 0   | 10e place |  |           |